# سمير بن عمار
سمير بن عمار (بالعربية: سمير بن عمار) هو لاعب كرة قدم مغربي في مركز الوسط، ولد في 23 أغسطس 1992 في الناظور في المغرب. لعب مع إف إس في فرانكفورت.

## وصلات خارجية
- سمير بن عمار على موقع قاعدة بيانات كرة القدم.إي يو (الإنجليزية)
- سمير بن عمار على موقع عالم كرة القدم.نت (الإنجليزية)